# Ol'ga Šunejkina
Ol'ga Aleksandrovna Šunejkina (in russo Ольга Александровна Шунейкина?; Gor'kij, 8 gennaio 1966) è un'ex cestista e allenatrice di pallacanestro russa, fino al 1991 sovietica.

## Carriera
Con la Russia ha disputato i Campionati europei del 1993.